# Franz Josef Radermacher

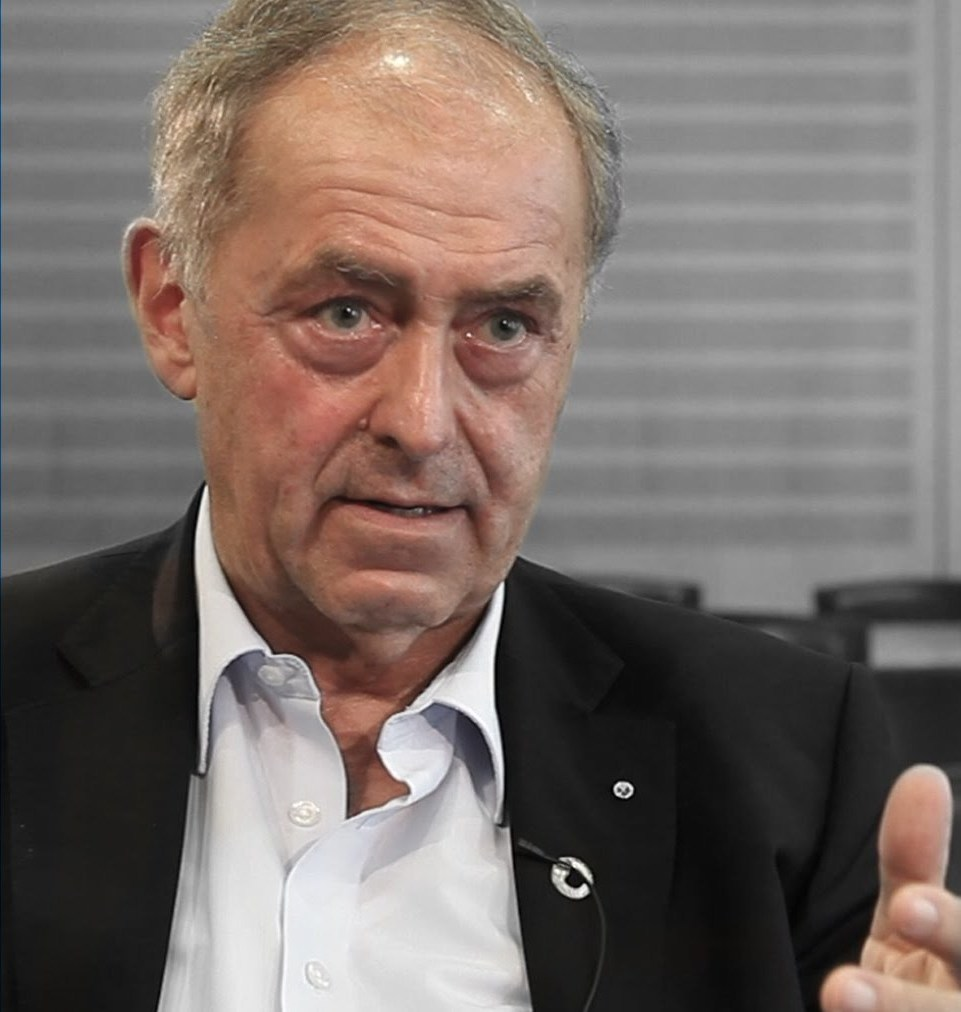
Franz Josef Radermacher 2014

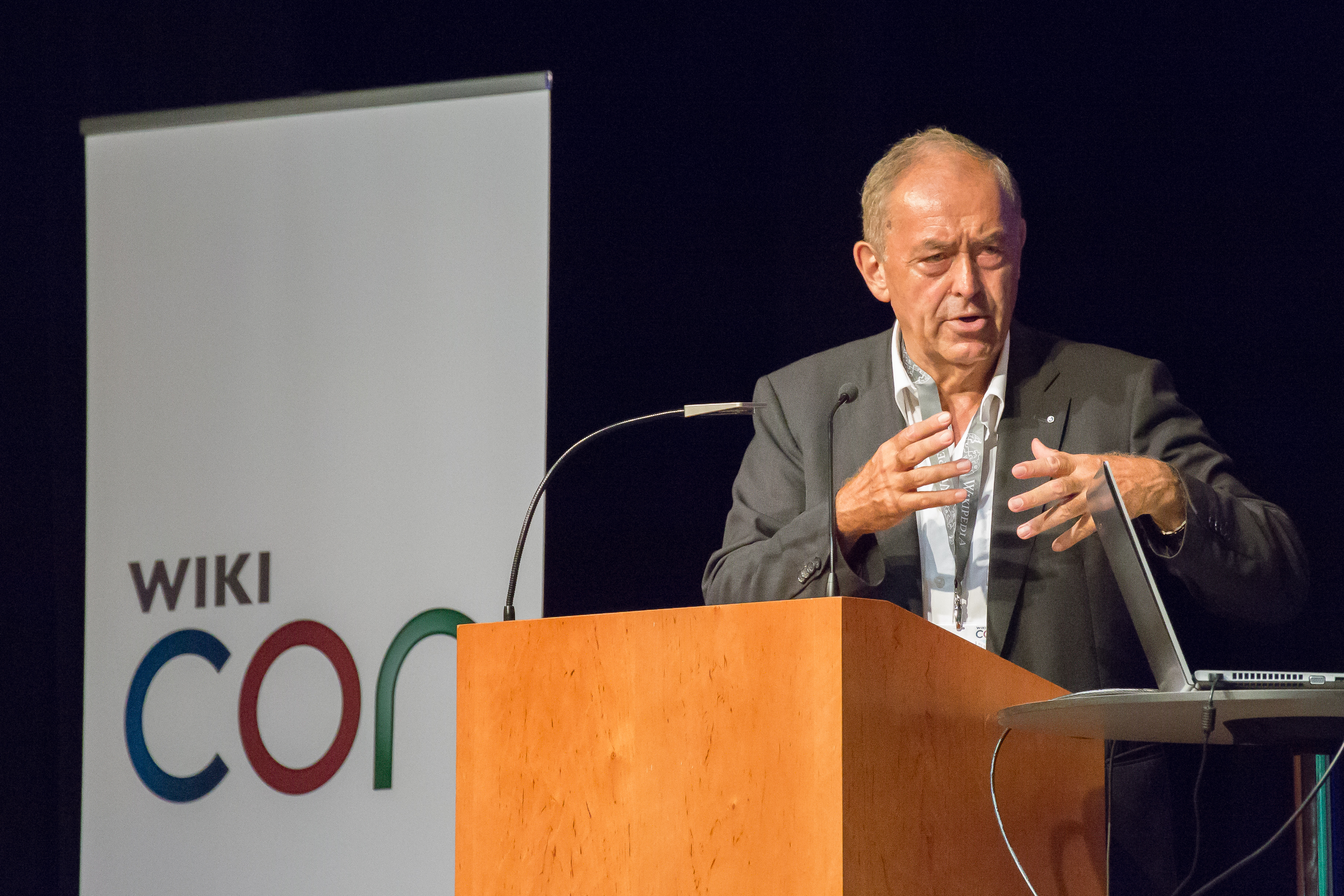
Franz Josef Radermacher 2016

Franz Josef Radermacher (* 20. März 1950 in Aachen) ist ein deutscher Mathematiker und Wirtschaftswissenschaftler. Er ist Leiter des Forschungsinstituts für anwendungsorientierte Wissensverarbeitung und war bis 2018 Professor für Informatik an der Universität Ulm. Bekannt geworden ist er u. a. durch sein Eintreten für eine weltweite Ökosoziale Marktwirtschaft und durch sein Engagement in der Global Marshall Plan Initiative, die sich seit 2003 für eine gerechtere Globalisierung, für eine „Welt in Balance“, einsetzt.

## Leben und Wirken
Radermacher promovierte 1974 an der RWTH Aachen in Mathematik mit der Schrift Theorie der reduzierenden Ordnungshomomorphismen. Seine zweite Promotion schloss er 1976 in Wirtschaftswissenschaften an der Universität Karlsruhe ab. Seine Habilitation in Mathematik erfolgte 1982 an der RWTH Aachen.
Von 1983 bis 1987 war Radermacher Professor für Angewandte Informatik an der Universität Passau. Von 1987 bis 2018 war er Professor im Institut für Datenbanken/Künstliche Intelligenz an der Universität Ulm. Seit 1987 leitet er das Forschungsinstitut für anwendungsorientierte Wissensverarbeitung (FAW bzw. FAW/n) in Ulm. Von 1988 bis 1992 war er Präsident der Gesellschaft für Mathematik, Ökonomie und Operations Research (GMÖOR; jetzt: Gesellschaft für Operations Research, GOR).
In den folgenden Jahren entwickelte sich Radermacher zu einem Experten für Globalisierungsgestaltung, Innovation, Technologiefolgen, umweltverträgliche Mobilität, nachhaltige Entwicklung und Überbevölkerung. Radermacher und Josef Riegler gelten als geistige Väter der Global Marshall Plan Initiative und der zugrunde liegenden Zielvorstellung einer weltweiten Ökosozialen Marktwirtschaft.

## Mitgliedschaften
Von 1995 bis 2001 war Radermacher Mitglied des Information Society Forums (ISF) der EU; zugleich von 2000 bis 2001 Sprecher des Global Society Dialogue des ISF.
1997 erfolgte seine Berufung in den wissenschaftlichen Beirat der Expo 2000 für die Themenbereiche „Planet of visions“ und „Das 21. Jahrhundert“.
Seit 2001 ist er Vizepräsident des Ökosozialen Forums Europa. Seit 2000 Mitglied im Wissenschaftlichen Beirat beim Bundesministerium für Verkehr, Bau und Stadtentwicklung und seit 2002 Mitglied im Nachhaltigkeitsbeirat Baden-Württemberg. Des Weiteren ist er seit 2008 Mitglied der Nachhaltigkeitskonferenz Hessen.
Von 2002 bis 2006 war Radermacher Mitglied der Jury für die Vergabe des Deutschen Umweltpreises.
Ab 2003 Vorsitzender des wissenschaftlichen Beirats und ab Juni 2005 Präsident des Bundesverbands für Wirtschaftsförderung und Außenwirtschaft e. V. Beide Funktionen hat er 2009 niedergelegt. Die Zusammenarbeit mit Dieter Härthe besteht fort, und zwar im Kontext des von Härthe neu initiierten Senats der Wirtschaft e. V., dessen Präsident Radermacher seit 2010 ist, sowie im Global Economic Network.
Er ist Kuratoriumsvorsitzender der Stiftung Weltvertrag. Von 2003 bis 2008 war Radermacher ferner Kuratoriumsvorsitzender der Stiftung „Global Marshall Plan“. Die Global Marshall Plan Initiative wie die Global-Marshall-Plan-Stiftung werden weiter durch Radermacher unterstützt. Ebenso besteht die Zusammenarbeit mit Frithjof Finkbeiner, Stifter und Vorstandsvorsitzender der Stiftung Global Marshall Plan, fort.
Seit 2002 ist Radermacher Mitglied des Club of Rome und seit 2007 ist er beim World Culture Forum Dresden engagiert.
Radermacher ist Präsident des Global Economic Network und Aufsichtsratsvorsitzender der Zwick Roell AG in Ulm.
Seit 2018 ist Radermacher Professor und Botschafter für digitale Transformation an der Zeppelin Universität Friedrichshafen.
2020 initiierte Radermacher mit Unterstützung engagierter Experten die Gründung des Vereins Global Energy Solutions e. V., der eine Kreislaufwirtschaft mit Methanol vorschlägt, um den Klimaschutz zu sichern.

## Positionen
Beim Klimawandel vertritt Radermacher (in einem Artikel vom April 2021) die Auffassung, dass die Aufmerksamkeit mehr auf die internationale Zusammenarbeit gelegt werden muss, da die Treibhausgasemissionen Deutschlands nur einen geringen Teil ausmachen und viele andere Länder großes Potenzial zur Vermeidung von Emissionen oder zur Bindung von Kohlendioxid haben. Er beklagt den sogenannten „Klima-Nationalismus“.
Im Kontext des russischen Überfalls auf die Ukraine 2022 sprach er bei den Königsbronner Gesprächen im April 2022 davon, „man müsse auf Russland zugehen“, gegen breite Kritik verteidigte er anschließend seine umstrittene Position.

## Auszeichnungen (Auswahl)
- 1997 war er Preisträger des Wissenschaftlichen Preises der Gesellschaft für Mathematik, Ökonomie und Operations Research.
- 2004 Verleihung des Innovationspreises des Netz innovativer Bürgerinnen und Bürger NiBB.
- 2005 Verleihung des Planetary Consciousness Prize des Club of Budapest.
- 2005 Verleihung des Salzburger Landespreises für Zukunftsforschung.
- 2007 erhielt er den von der Stiftung Ökologie & Landbau verliehenen Karl-Werner-Kieffer-Preis für seine Verdienste um die Global Marshall Plan Initiative.
- 2013 Ehrendoktorat der International Hellenic University in Thessaloniki.
- 2019 Verleihung des Abt Jerusalem-Preises.

## Schriften
Radermachers Werkverzeichnis umfasst 2011 bereits über 250 Publikationen, u. a.
- V. Braitenberg, F. J. Radermacher (Hrsg.): Interdisciplinary Approaches to a New Understanding of Cognition and Consciousness. Ergebnisband Villa Vigoni Konferenz, Italy 1997. Ulmer Universitätsverlag, 2007.
- H. Imdahl, F. J. Radermacher: Evolution und Intelligenz. Universitätsverlag Ulm (FAW), 1994.
- T. Kämpke, R. Pestel, F. J. Radermacher: A computational concept for normative equity. No. 15, Vol. 2, 129–163. Europ. J. of Law and Economics, 2003.
- R. Pestel, F. J. Radermacher (eds.): Information Society, Globalisation and Sustainable Development: The promise of a ‘European Way’. EXPO 2000 Conference, Hanover, Convention Center. Universitäts-Verlag, Ulm 2004, ISBN 3-89559-055-X.
- F. J. Radermacher: Und sie bewegt sich noch – Die Welt im Jahr 2050. Universitätsverlag Ulm (FAW), 1995.
- F. J. Radermacher: Intelligenz-Kognition-Bewußtsein, systemtheoretische Überlegungen, technische Möglichkeiten, philosophische Fragen. Kleine, Bielefeld 1998.
- F. J. Radermacher: Balance oder Zerstörung: Ökosoziale Marktwirtschaft als Schlüssel zu einer weltweiten nachhaltigen Entwicklung. (August). Ökosoziales Forum Europa, Wien 2002, ISBN 3-7040-1950-X.
- F. J. Radermacher: 10 ~> 4:34 – Die Formel für Wachstum und Gerechtigkeit. Nr. 4. Bild der Wissenschaft, 2002.
- F. J. Radermacher: Global Marshall Plan/planetary contract – ein ökosoziales Programm für eine bessere Welt. Ökosoziales Forum Europa, Wien September 2004.
- F. J. Radermacher: Perspektiven für den Globus – welche Zukunft liegt vor uns? zfv – Zeitschrift für Geodäsie, Geodateninformation und Landesmanagement. 2004 (Teil 1 in Heft 3/2004, 129. Jg., Juni 2004; Teil 2 in Heft 4, S. 242–248).
- F. J. Radermacher: Globalisierung gestalten. Terra Media Verlag, Berlin 2006.
- F. J. Radermacher, B. Beyers: Welt mit Zukunft – Überleben im 21. Jahrhundert. Murmann Verlag, Hamburg 2007, ISBN 978-3-938017-86-9.
- F. J. Radermacher, M. Obermüller, P. Spiegel: Global Impact – Der neue Weg zur globalen Verantwortung. Carl Hanser Verlag, München 2009, ISBN 978-3-446-41730-4.
- F. J. Radermacher: Weltklimapolitik nach Kopenhagen – Umsetzung der neuen Potentiale. FAW/n Report, Ulm 2010.
- F. J. Radermacher, B. Beyers: Welt mit Zukunft – Die ökosoziale Perspektive. Murmann Verlag, Hamburg 2011, ISBN 978-3-86774-111-8.
- F. J. Radermacher, J. Riegler, H. Weiger: Ökosoziale Marktwirtschaft – Historie, Programmatik und Alleinstellungsmerkmale eines zukunftsfähigen globalen Wirtschaftssystems. oekom Verlag, München 2011, ISBN 978-3-86581-259-9.
- L. Hölscher, F. J. Radermacher: Klimaneutralität – Hessen geht voran. SpringerVieweg Verlag, Wiesbaden 2012, ISBN 978-3-8348-2609-1.
- Der Milliarden-Joker. Wie Deutschland und Europa den globalen Klimaschutz revolutionieren können, Murmann Verlag, Hamburg 2018, ISBN 978-3-86774-612-0.
- F. J. Radermacher, B. Beyers: All in! Energie und Wohlstand für eine wachsende Welt. Murmann Verlag, Hamburg 2024, ISBN 978-3-86774-804-9 (murmann-verlag.de).